# Non omne quod licet honestum est
Non omne quod licet honestum est és una frase en llatí utilitzada a l'antiga Roma, traduïble en català com a 'No tot allò (jurídicament) permès, és (moralment) honest' o, literalment, 'No tot allò que és lícit, és honest'. L'aforisme expressa un principi de dret datat pel jurista romà Juli Paulus Prudentíssim.
Aquesta és extreta d'un fragment del llibre 62è del comentari A edictum del jurista romà i recollit pels compiladors justinians al Digest (50.17.144). El fragment conté un element de limitació a la consideració absolutista del dret, insinuant el dubte que no sigui sempre aquell ars boni et aequi que els juristes presenten com a perfecta. L'ús que s'ha fet servir de la màxima en temps posteriors deixa espai a la hipòtesi que el dret encara hagi d'operar en moltes matèries, en les quals per mancança de normes es tenen situacions d'injustícia (de les quals aprofita qui honestus no és), sigui a la visió per la qual això que el dret defineix i tutela és un quadre comportamental parcial o també consentit per una imposició no compartible.
La frase ha estat usada instrumentalment, al principi del segle xx, en ocasió del desenvolupament de la teoria sobre l'abús de dret.